# هوارد مورلاند
هوارد مورلاند (من مواليد 14 سبتمبر 1942) هو صحفي أمريكي وناشط ضد الأسلحة النووية، اشتهر على ما يبدو في عام 1979 باكتشافه «سر» القنبلة الهيدروجينية (تصميم تيلر-أولام) ونشره بعد محاولة رقابة طويلة من قبل وزارة الطاقة (الولايات المتحدة ضد مجلة ذا بروغريسف). وبسبب بعض أوجه التشابه من حيث التجربة، أصبح يعبر عن رأيه بصراحة في الاحتجاج على اعتقال مردخاي فانونو.

## مسيرته المهنية
تخرج مورلاند من جامعة إيموري في عام 1965 ودخل في تدريب الطيارين لسلاح الجو، في لوبوك، تكساس، متطلعًا للحصول على وظيفة في مجال الملاحة الفضائية أو الطيران التجاري. دُرب على حمل أسلحة نووية كحمولة بصفته طيار في النقل النفاث سي-141. لقد لاحظ أن أغلفة القنابل كاملة الحجم المستخدمة في التدريب كانت صغيرة بشكل مدهش، من الحجم الذي يمكن بسهولة اساءة استعماله.
كانت مهمته في زمن الحرب، الطيران من كاليفورنيا إلى فيتنام مرتين إلى ثلاث مرات في الشهر، ليعود مع المحاربين العاجزين المُخرَجين من ساحة القتال وجثث الجنود الذين قتلوا في الحرب. وبكونه مُعارضًا للحرب قبل أن تبدأ، فقد غادر القوات الجوية وشرع في رحلة مدتها عامين في جميع أنحاء العالم بدأت وانتهت في هاواي. خلال خمسة عشر شهرًا خارج البلاد، مر عبر 24 دولة من جنوب آسيا والشرق الأوسط وأوروبا، واكتسب طابعًا شخصيًا من التنوع الثقافي والقضايا العالمية. عند عودته إلى هاواي، ركب الأمواج الكبيرة وقام بقيادة طائرة «توين بيتش» التي تحمل عشرة ركاب في رحلات جوية إلى جميع الجزر. كمدرب طيران، طوّر طريقة جديدة لتعليم الطلاب الجدد الهبوط بطائرة في نهاية الدرس الأول.
عندما ألقى دينيس ميدوز، المشارك في كتابة تقرير حدود النمو، محاضرة في هونولولو، أخذه مورلاند لركوب الامواج ودُعي للانضمام إلى برنامج الدراسات العليا الجديد في دارتموث، حيث، بعد عام من الدورة الدراسية، انضم مورلاند إلى تحالف نيوإنجلاند ضد الأسلحة النووية وأصبح مُنظِّمًا بدوام كامل. كان اعتراضه على الطاقة النووية هو احتمال ذوبان المفاعل، لكن قلقه الحقيقي كان اتجاه الأسلحة النووية، التي أراد أن تُلغى في جميع أنحاء العالم.
في عام 1978، قام محرر المجلة صموئيل إتش. داي بتوظيف مورلاند لكتابة سلسلة من المقالات عن الأسلحة النووية لصالح مجلة ذا بروغريسف، التي كان مقرها في ماديسون بولاية ويسكونسن. حاولت الحكومة الفيدرالية وقف نشر مقالته الثانية، «سر القنبلة الهيدروجينية: كيف حصلنا عليه، لماذا نتحدث عنه»، واستدعت المجلة إلى المحكمة. حُظر النشر لمدة ستة أشهر بسبب تدخل الحكومة الذي أثار قضية التعديل الأول القانونية، الولايات المتحدة ضد مجلة ذا بروغريسف. لقد انهارت قضية الرقابة الحكومية عندما عُرضت المعلومات المعنية لتكون ضمن المجال العام. ومن المفارقات، أن قضية المحكمة أنتجت معلومات جديدة مكّنت مورلاند من تصحيح عدد من الأخطاء في مقالته الأصلية.
غالبًا ما وصفت المقالة بشكل خاطئ بأنها مجموعة من التعليمات لبناء قنبلة نووية حرارية. نقض مورلاند هذا الادعاء بأن مثل هذه القنبلة لا يمكن أن تُبنى إلا على مستوى الدولة؛ علاوة على ذلك، فإن المعلومات تصوريّة—ولم تُقدم أي تفاصيل هندسية في المقال. وفقًا لمورلاند، كان الغرض من المقال هو المساعدة في تنشيط حركة حظر القنابل ودمجها مع الحركة الأوسع المناهضة للأسلحة النووية.
خلال ثمانينيات القرن الماضي عمل مورلاند في الكابيتول هيل بصفته عضوًا في جماعات الضغط للحد من التسلح في التحالف من أجل سياسة خارجية وعسكرية جديدة، وهي مجموعة لعبت (تحت اسم مختلف قليلاً) دورًا رئيسيًا في إجبار مجلس النواب على بدء نشر التصويت المسجل على التعديلات على مشاريع القوانين خلال حقبة حرب فيتنام. نشر مورلاند سجل التصويت السنوي للمجموعة، كتب مقالات، وقام بجولات في الكلية ومحاضرات الناشطين، لقد كان نشطًا في حملة تجميد الأسلحة النووية، ومتخصصًا في الوصل بين الناشطين من أكثر المناطق تحررية، أي أكثرها تحضرًا، قام في الكونغرس بجهد سنوي لإلغاء تمويل صاروخ باليستي ترايدنت دي 5. في نهاية العقد، عمل في مجلس النواب، كمحلل تشريعي عسكري لمجموعة الدراسات الديمقراطية الليبرالية.
بعد انتهاء الحرب الباردة، ابتكر برامج تدريبية متعددة الوسائط لشركة أسسها زميل له في كلية الدراسات العليا، وبدأ شركته الخاصة في النجارة السكنية، مورلاند ديزاينز. خلال فترة تقاعده، شارك في سباقات قوارب الكاياك وكتب مقالات على ويكيبيديا حول الأسلحة النووية وركوب الكاياك.
تقاعدت زوجته، باربرا مورلاند، في عام 2017 من العمل لمدة ثلاثين عامًا في مكتبة الكونغرس، فقد عملت آخر عشرين عامًا كرئيسة لغرفة القراءة الرئيسية. كان لديهما ابنتان وأربعة أحفاد.

## وصلات خارجية
- Picture of Morland and his model H-bomb from 1983.
- Preliminary injunction ruling against The Progressive